# Ville-du-Havre
Il Ville-du-Havre è stato un piroscafo francese varato nel 1865 ed affondato in seguito ad una collisione nel 1873.

## Storia
Costruita nel 1865 dalla Thames Ironworks and Shipbuilding Company di Londra come nave a pale per conto della Compagnie Générale Transatlantique, fu inizialmente chiamata Napoleon III.
Posta in servizio sulla linea transatlantica Le Havre-New York, salpò per il suo primo viaggio il 26 aprile 1866 con a bordo 117 passeggeri e 550 tonnellate di merci.
Nel 1872 la società armatrice decise di trasformarla in una nave a elica. Ribattezzata Ville-du-Havre, rientrò in servizio il 13 marzo 1873.

### Il naufragio
il 15 novembre 1873 la nave salpò dal porto di New York alla volta di Le Havre al comando del capitano Surmont, con 313 persone a bordo, di cui 141 passeggeri e 172 tra ufficiali e membri dell'equipaggio.
Il 22 novembre, alle due del mattino, fu abbordata a sinistra dal clipper britannico Loch-Earn, un grande veliero di ferro. La collisione, non intenzionale, interessò la fiancata della nave francese, perforandone lo scafo fino ai motori. Una volta che il Loch-Earn fece indietro tutta per disincagliarsi, l'acqua invase i locali della Ville-du-Havre, che affondò in circa dieci minuti.
Cinque scialuppe, di cui tre calate dal Loch-Earn e due dal Ville-du-Havre, riuscirono a portare i superstiti a bordo della nave britannica. Quest'ultima, essendo gravemente danneggiata, dovette trasbordare 85 degli 87 superstiti sulla nave americana Trimountain che li portò a Cardiff. Anche il Loch-Earn, il cui equipaggio fu accolto dal Washburn, colò a picco pochi giorni dopo. Complessivamente nella sciagura del Ville-du-Havre perirono 226 persone: 113 passeggeri e 113 membri dell'equipaggio.
In Francia, dove la Ville-du-Havre era attesa dal 25 novembre, la notizia del disastro giunse il 2 dicembre.
Alcuni sopravvissuti tornarono in Francia da Southampton e furono accolti dalle loro famiglie a Le Havre il 4 dicembre, alla presenza delle autorità e del direttore della Compagnie Générale Transatlantique Édouard Vandal.